# Briganitius
Briganitius ist der Name eines keltischen Gottes, sein Name bedeutet möglicherweise „der Erhabene“. Er wird als männliche Entsprechung der Göttin Brigantia interpretiert.
In Rom wurde eine Weihinschrift gefunden, die Briganitius „Deo Sancto (H)eroni Briganitio“ nennt.
Nach Birkhan kann der Name vom keltischen Ortsnamens-Teil briga- („Burg“) hergeleitet werden. Diese Bezeichnung einer Residenz, Fluchtburg oder eines Zentrums protourbanen Lebens ist im Celticum mit Ausnahme des inselkeltischen Bereiches weit verbreitet. Nach diesem Wortteil kann es sich bei Briganitius um den Schutzgott einer befestigten Siedlung handeln.